# 八識規矩頌
《八識規矩頌》，唐朝玄奘法师所作，和《大乘百法明門論》等同為唯識學的入門指南，計有四章十二頌四十八句（七字一句，四句一頌，三頌一章）。本頌之傳出，並無單行本，而是隨注釋一起流傳。

## 流傳
最早傳出《八識規矩頌》及其註解的是明朝僧人普泰。根據憨山德清的《八識規矩通說》，玄奘三藏糅譯《成唯識論》之後，窺基法師因該《論》文廣義幽，乃請玄奘集此要義，玄奘於是將八識分為四章，每章作頌一十二句，成《八識規矩頌》。
因為普泰的《八識規矩補註》是現存第一本《八識規矩頌》的注解，而在唐人的著述及《宗鏡錄》都未曾提及此頌，周叔迦懷疑是晚唐所造，傳給後代，失其人名，而歸名玄奘。呂澂又以頌文有文義瑕疵，如將「非量」和「量」的兩類（現量、比量）並稱「三量」，認為頌文將難陀論師稱為「愚者」等，而判定頌文非出自玄奘之手。
在普泰的注解之前，目前能找到和《八識規矩頌》文句直接有關的文獻是元代鮮于樞的《困學齋雜錄》。該書錄有日休《八識詩》：「兄弟八個一個癡，其中一個最蹺蹊。五個向外能經紀，止留一個看家計」（押ㄧ韻），其後引用「第八識」：「浩浩三藏不可窮，淵深七浪景為風。愛□特種根身立，去後先來作主翁。不動地邊才捨藏，金剛道後畢然空。大圓鏡智成無漏，普照十方塵剎中」 ，若扣除缺字和訛字，其文句和《八識規矩頌》「第八識頌」的末八句幾近一致。
包括《八識規矩頌》在內的晚明唯識典籍，作為《嘉興藏》的一部分，在江戶時代傳入了日本。

## 內容
八識指瑜伽行唯識學派對心識（識蘊）的學說理論，分為前五識、意識、末那識、阿賴耶識。規矩的意思是法度。《八識規矩頌》概述了八識所遵循的法度、軌則，根據于凌波《八識規矩頌講記》，這包括：
- 境（三類境：性境、獨影境、帶質境）
- 量（現量、比量、非量）
- 三性（善、惡、無記）
- 界地（三界九地）
- 相應心所（五十一心所）
- 依緣（生識九緣）
- 體相
- 業用
- 斷惑
- 果用

## 
明清時代的《八識規矩頌》注解，有：
- 魯菴普泰《八識規矩補註》，1511年著 ，收錄於卍續藏
- 度門正晦《八識規矩頌略說，1589年著 ，收錄於卍續藏
- 高原明昱《八識規矩頌補註證義》，1609年著，收錄於卍續藏
- 紫柏真可《八識規矩頌解》，未詳，收錄於卍續藏
- 憨山德清《八識規矩通說》，1612年著，收錄於卍續藏
- 王肯堂《八識規矩集解》，中山大學善本書籍，收錄於崇文書局出版的《八識規矩頌注譯》
- 虛中廣益《八識規矩頌纂釋》，1622年著，收錄於卍續藏
- 蕅益智旭《八識規矩頌直解》，1647年著，收錄於卍續藏
- 介為行舟《八識規矩頌淺說》和《八識規矩頌註》，收錄於卍續藏
- 性起元峰《八識規矩論義》，收錄於卍續藏

近現代的注解、講記有諦閑《八識規矩頌講義》（1912年講）、范古農《八識規矩頌貫珠》（1926年出版）、太虛《八識規矩頌講錄》（1931年講）、王恩洋《八識規矩頌論釋》（1932年講）、方倫《八識規矩頌講記》（收錄於《唯識三頌講記》，1968年出版）、
演培《八識規矩頌講記》（1974年講），其他還有慈航、真華、星雲、聖嚴、寬謙、于凌波、倪梁康等。